# Basileura elongata
Basileura elongata är en fjärilsart som beskrevs av Nielsen och Davis 1981. Basileura elongata ingår i släktet Basileura och familjen bladskärarmalar. Inga underarter finns listade i Catalogue of Life.